# Beethoven 4
Beethoven 4 (Beethoven's 4th) è un film direct-to-video del 2001 diretto da David M. Evans. È il terzo sequel della saga di Beethoven.

## Trama
Beethoven, un San Bernardo, vive con la famiglia Newton, composta da Richard, Beth e i loro figli Brennan e Sara. Benché sia amato da questi ultimi, Beethoven è meno gradito ai genitori a causa dei disastri che combina. Brennan e Sara decidono di iscrivere il loro cane ad un corso di addestramento tenuto dal sergente Rutledge, ma una volta lì, Beethoven distrugge il percorso ad ostacoli.
Nel contempo, presso la ricca famiglia Sedgewick, vive Michelangelo, un altro San Bernardo identico a Beethoven in aspetto, ma dal carattere raffinato. La padrona è Madison Sedgewick, una bambina, figlia di due genitori che la trascurano.
I due cani si incontrano in una giostra e Beethoven viene scambiato per Michelangelo da Simmons, il maggiordomo dei Sedgewick. I Newton rimangono stupiti del cambiamento di carattere del "loro" cane, così come i Sedgewick: il primo è molto gentile, educato e composto (al campo di addestramento supera tutto il percorso ad ostacoli, senza però essere visto dall'addestratore), il secondo mostra segni di "aggressività". Martha, la madre di Madison, chiede quindi aiuto ad un terapeuta la quale riferisce che il motivo di questo cambiamento di carattere del cane è dovuto all'egoismo di Martha, incurante degli altri e in particolare della figlia. Intanto Richard, preoccupato per la troppa tranquillità che mostra il suo cane, comincia a comportarsi come Beethoven e, di conseguenza, Michelangelo lo imita.
Un tale di nome Nigel ha intenzione di rapire il cane della famiglia Sedgewick, al momento Beethoven, e, con la complicità di Simmons, chiede un riscatto di 250000 $, ma il cane riesce a liberarsi e, alla premiazione del corso di addestramento, i due cani si scambiano nuovamente i padroni. Beethoven risulta vincitore della gara (perché Michelangelo aveva superato le prove) e sia Nigel che Simmons vengono arrestati dall'FBI e imprigionati.

## Distribuzione
- 4 dicembre 2001 negli Stati Uniti d'America (Beethoven's 4th)
- 25 gennaio 2002 in Ungheria
- 12 febbraio nei Paesi Bassi
- 13 marzo in Argentina (La cuarta de Beethoven)
- giugno 2002 nel Regno Unito
- 3 luglio in Finlandia (Beethovenin neljäs) e in Norvegia
- 27 settembre in Giappone